# Killichirioi
I cilliri (in greco antico: Κυλλύριοι (Kullúrioi), Καλλικύριοι (Kallikúrioi),
Κιλλικύριοι (Killikúrioi) o
Κιλλύρια (Killúria)) erano la classe popolare che discendeva dai Siculi, cioè gli indigeni che abitavano Siracusa prima della conquista da parte dei Corinzi nel 733 a.C..
All'inizio del V secolo a.C., i gamóroi (γαμόροι), cioè i Corinzi che in qualità di dominatori possedevano ormai le terre, furono scacciati dagli indigeni dominati, che a loro volta riuscirono a riprendere il governo della città. 
Nel 485 a.C. vennero però nuovamente sottomessi da Gelone di Gela, invocato dai gamoroi in loro aiuto. 
Fu così che nacque anche a Siracusa la tirannide, che durò fino all'avvento della Repubblica romana.